# James Sykes Gamble
James Sykes Gamble (Londres, 1847 — 1925) foi um botânico inglês, especializado na flora do subcontinente indiano. 
Filho de Harpur Gamble, M.D., foi educado na Royal Naval School em New Cross, no Magdalen College (Universidade de Oxford) e na École Nationale des Eaux et Forêts em Nancy.

## Algumas publicações
- Flora of the Presidency of Madras, 1921, Londres
- A Manual of Indian Timbers: An Account of the Growth, Distribution & Uses of the Trees & Shrubs of India & Ceylon with Description of Their Wood-Structure. 1902. Bishen Sigh Mahendra Pal Sigh, India. Reimpreso: Dehradun, International, 2002, xxvi, 868 pp. ISBN 81-7089-283-X
- Forest Flora of the School Circle, N.-W.P., etc. With a preface by J. S. Gamble. 1901
- The Bambusae of British India. 1896. Annals of the Royal Botanic Garden Calcutta. 133 pp.
- Materials for a Flora of the Malayan Peninsula. 1889
- List of the trees, shrubs and large climbers found in the Darjeeling District, Bengal. 1878